# Маркман, Орли
О́рли Ма́ркман (ивр. אורלי מרקמן‎; род. 6 августа 1969, Израиль) — нынешняя председательница (президент) Военного апелляционного суда Израиля (с февраля 2022 года), генерал-майор Армии обороны Израиля.

## Биография
Маркман родилась в 1969 году в Израиле. Выросла в районе Бет города Беэр-Шева, училась в начальных школах «Йеэлим» и «Нетивот-Йорам», окончила среднюю школу «Мекиф Далет» в городе.
Изучала юриспруденцию на факультете юриспруденции Еврейского университета в Иерусалиме в рамках программы «академического резерва» (ивр. העתודה האקדמית‎), позволяющей получение отсрочки от службы в армии ради получения высшего образования для дальнейшей службы в армии по полученной специальности.
По получении степени бакалавра юриспруденции в 1991 году Маркман поступила на службу в Военной прокуратуре в Армии обороны Израиля. В 1993 году получила лицензию на право занятия адвокатской деятельностью, а в 1999 году получила степень магистра юриспруденции Тель-Авивского университета, окончив с отличием учёбу, которую проходила параллельно службе.
В Военной прокуратуре служила военным обвинителем в секторе Газа, помощницей Главного военного защитника, главным военным защитником ВВС и ВМС и старшей помощницей Главного военного обвинителя.
В 2000 году была назначена судьёй окружного военного суда Южного военного округа и Командования сухопутных войск. В 2009 году была повышена в звании до полковника и была назначена председательницей (президентом) данного суда. 
В 2010 году была назначена председательницей (президентом) окружного военного суда Генштаба и Командования тыла, а с 2013 года дополнительно исполняла должность председательницы (президента) Особого военного суда, рассматривающего уголовные дела против высшего командного состава армии. В этой должности, помимо прочего, возглавляла судейские составы, рассматривавшие дело об обвинении бригадного генерала Офека Бухриса в изнасиловании и дело об обвинении подполковника Лирона Хаджби в сексуальном домогательстве.
В ноябре 2016 года была повышена в звании до бригадного генерала и в январе 2017 года вступила на должность судьи и заместителя председателя (президента) Военного апелляционного суда, которую исполняла на временной основе и несколько месяцев до назначения.
13 февраля 2022 года Маркман было присвоено звание генерал-майора, и она была назначена председателем (президентом) Военного апелляционного суда Израиля на смену генерал-майора Дорона Фейлеса, став первой женщиной на этом посту и третьей женщиной в истории Израиля (после главы Управления кадров Генштаба армии, генерал-майора Орны Барбивай и Главного военного прокурора Ифат Томер-Йерушальми) в звании генерал-майора (алуф) армии.
Замужем за адвокатом Гиладом Маркманом, мать четырёх детей. Проживает в Реховоте.

## Публикации
- История рассудит: 70 лет военного правосудия = ההיסטוריה תשפוט: 70 שנות שפיטה צבאית (иврит) / под ред. О. Маркман, Д. Фейлеса. — Тель-Авив: Модан, Министерство обороны Израиля, 2019. — 231 с.